# Ne partez pas sans moi
Chansons représentant la Suisse au Concours Eurovision de la chanson
Moitié, moitié
(1987) Viver senza tei
(1989)
Chansons ayant remporté le Concours Eurovision de la chanson
 Hold Me Now
(1987)  Rock Me
(1989)
Singles de Céline Dion
La Religieuse
(1988) Délivre-moi
(1988)
Ne partez pas sans moi est une chanson écrite par Nella Martinetti et composée par Atilla Şereftuğ, et interprétée par Céline Dion pour représenter la Suisse au Concours Eurovision de la chanson 1988, qu'elle remporte. C'est la seconde fois que la Suisse gagne le concours après avoir remporté le premier, en 1956 avec Lys Assia chantant Refrain. À ce jour, c'est la dernière chanson francophone à remporter le concours.
Céline Dion a interprété la chanson devant 600 millions de téléspectateurs dans le monde lors du concours. Ne partez pas sans moi est sorti en single dans certains pays d'Europe en mai 1988.

## Contexte et sortie
La chanson a été composée par l'auteur-compositeur turc Atilla Şereftuğ et la compositrice suisse Nella Martinetti. Ne partez pas sans moi a également été inclus dans la compilation The Best of Celine Dion sorti dans certains pays européens en mai 1988. La chanson est apparue au Canada en face B de D'abord, c'est quoi l'amour. Il figure également sur la version française de l'album Incognito de Céline Dion. En 2005, elle a été incluse dans sa compilation française, On ne change pas. Un clip vidéo pour la chanson est sorti en 1988.
Céline Dion a également enregistré la chanson en allemand sous le titre de Hand in Hand (« Main dans la main »).

## À l'Eurovision
Elle est intégralement interprétée en français, une des langues nationales de la Suisse, comme l'impose la règle entre 1977 et 1998. C'est, d'ailleurs, la dernière fois qu'une chanson interprétée en français remportera le Concours Eurovision. L'orchestre est dirigé par Atilla Şereftuğ.
Ne partez pas sans moi est la neuvième chanson interprétée lors de la soirée, après Yardena Arazi qui représentait l'Israël avec Ben Adam (en) et avant Jump the Gun qui représentaient l'Irlande avec Take Him Home (en). À l'issue du vote, elle a obtenu 137 points, se classant 1re sur 21 chansons,, devançant d'un seul point la chanson du Royaume-Uni Go interprétée par Scott Fitzgerald, dans l'une des finales les plus serrées de l'histoire de l'Eurovision.
Elle est considérée comme l'une des chansons les plus populaires de l'Eurovision, principalement en raison du succès international qu'a connu Céline Dion par la suite.

## Accueil commercial
En Suisse, la chanson a atteint la 11e place, en Belgique la 12e place de l'Ultratop 50 flamand, en France la 36e place du Top 50 et aux Pays-Bas la 42e place du Nationale Hitparade,,,. Alors que le single s'est vendu à 200 000 exemplaires en Europe en deux jours et à plus de 300 000 exemplaires au total, c'est l'une des chansons gagnantes de l'Eurovision qui a obtenu le moins de succès sur le plan commercial,. C'est la première chanson gagnante à ne pas sortir au Royaume-Uni ou en Irlande. Bien qu'elle ne soit pas sortie en single au Canada, la chanson est entrée dans le palmarès au Québec le 1er octobre 1988, y passant vingt-trois semaines et culminant à la dixième place.

## Liste des titres
| 1. | Ne partez pas sans moi                         | 3:07 |
| 2. | Ne partez pas sans moi (version instrumentale) | 3:07 |

| 1. | Hand in Hand (version allemande)               | 3:08 |
| 2. | Ne partez pas sans moi (version instrumentale) | 3:07 |

## Classements

### Classements hebdomadaires
| Classement (1988)                      | Meilleure position |
| -------------------------------------- | ------------------ |
| Belgique (Flandre Ultratop 50 Singles) | 12                 |
| Europe (Eurochart Hot 100)             | 49                 |
| Europe (European Airplay Top 50)       | 46                 |
| France (SNEP)                          | 36                 |
| Pays-Bas (Nederlandse Top 40)          | 43                 |
| Pays-Bas (Nationale Hitparade)         | 42                 |
| Québec (ADISQ)                         | 10                 |
| Suisse (Schweizer Hitparade)           | 11                 |

## Reprises
Ne partez pas sans moi a été repris par différents artistes, notamment Dana Winner (1999), Chico & The Gypsies (2016), Udo Mechels (2020) et en 2021 par la chanteuse française Valentina, âgée de 12 ans.
En 2022, le morceau est repris par les élèves de la saison 10 de la Star Academy, et devient l'hymne de l'émission. La musique est adaptée par Quentin Mosimann, lui-même vainqueur de la Saison 7 de Star Academy. Cette version se classe à la 91e place du Top Singles en France.
| Classement (2022) | Meilleure position |
| ----------------- | ------------------ |
| France (SNEP)     | 91                 |